# Supercoppa spagnola 1990 (pallavolo femminile)
La Supercoppa spagnola 1990 si è svolta il 15 dicembre 1990: al torneo hanno partecipato due squadre di club spagnole e la vittoria finale è andata per la prima volta all'Espanyol.

## Regolamento
Le squadre hanno disputato una gara unica.

## Squadre partecipanti
| Squadra       | Qualificazione                        | Ultima partecipazione |
| ------------- | ------------------------------------- | --------------------- |
| Espanyol      | Vincitrice Coppa della Regina 1989-90 | Debutto               |
| Tormo Barberá | Vincitrice SFV 1989-90                | Debutto               |

## Torneo
| 15 dicembre 1990 Polideportivo Municipal San José, Guadalajara Durata: ? - Spettatori: 500 | Espanyol | 3 - 1 | Tormo Barberá | 15-10, 15-6, 7-15, 15-9 |